# Alberche
Alberche – hiszpańska rzeka, prawy dopływ Tagu. Wypływa ze Źródła Alberche w San Martín de la Vega del Alberche. Przepływa przez wspólnoty autonomiczne Kastylia i León, Madryt oraz Kastylia-La Mancha, gdzie wpada do Tagu na wysokości Talavera de la Reina.

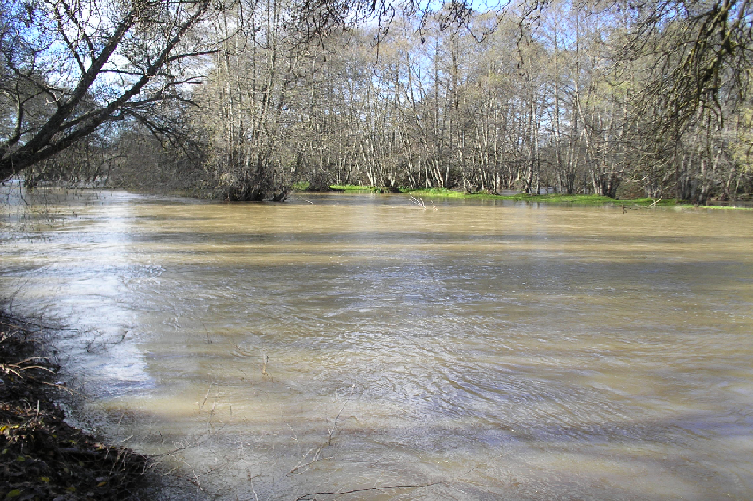
Alberche zimą
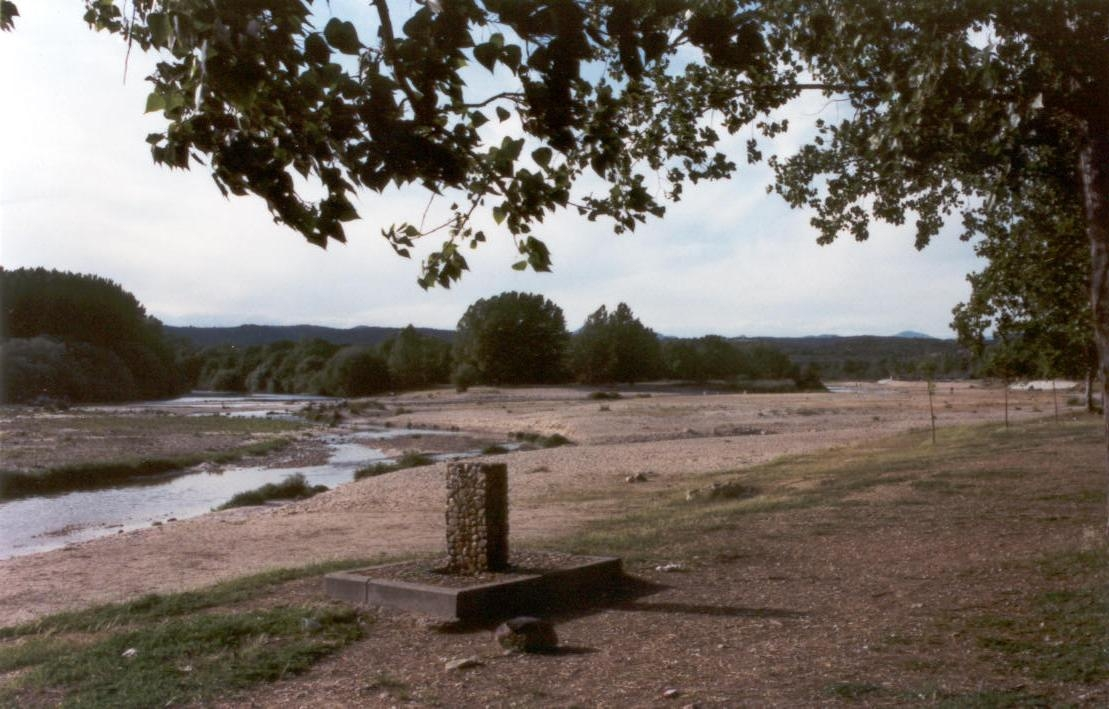
Ujście rzeki Perales do Alberche
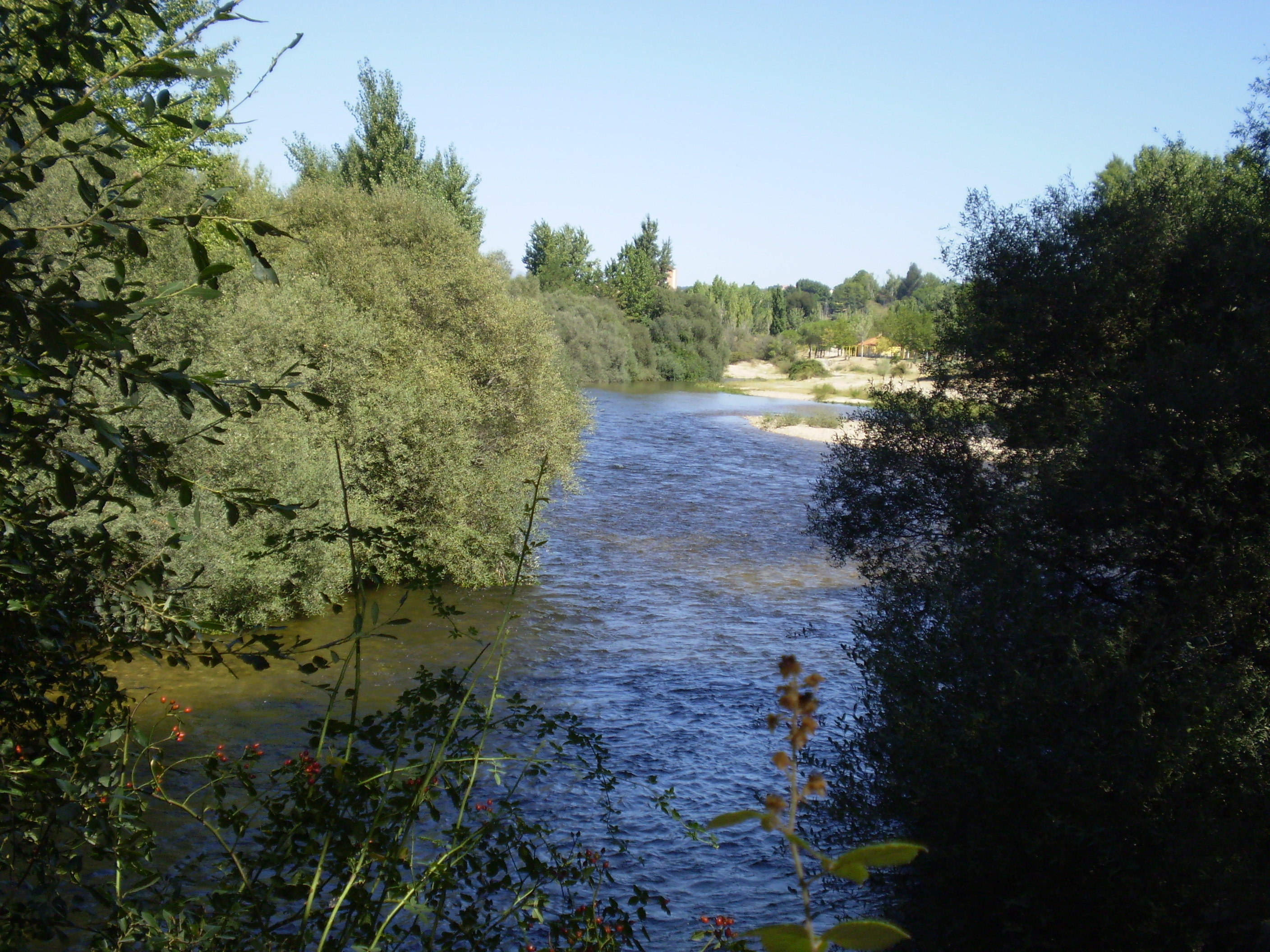
Środkowy bieg rzeki